# Liste der Nummer-eins-Hits in der Slowakei (2019)
Dies ist eine Liste der Nummer-eins-Hits in der Slowakei im Jahr 2019. Sie basiert auf den Auswertungen der ČNS IFPI, der Vertretung der tschechischen und slowakischen Musikindustrie. Grundlage sind die Rádio Top 100, die Singles Digitál Top 100 und die Albums Top 100.

## Singles
| ← 2018 ← | Liste der Nummer-eins-Hits in der Slowakei (Rádio Top 100) | Liste der Nummer-eins-Hits in der Slowakei (Rádio Top 100) | Liste der Nummer-eins-Hits in der Slowakei (Rádio Top 100) | 2020 → |
| \| Zeitraum \| Wo. ges. \| Interpret \| Titel Autor(en) \| Zusätzliche Informationen \| \| (Zeitraum, Wochen auf Platz eins, Interpret, Titel, Autor[en], zusätzliche Informationen) \| \| \| \| \| \| ----------------------------------------------------------------------------------------- \| -------- \| ---------------------------------- \| ---------------------------------------------------------------------------------------------------------------------------------------------------------------------- \| ---------------------------------------------------------------------------------------------------------------------------------------------------------------------------------------------------------------------------------- \| \| 1. Woche 1 Woche (insgesamt 8) \| 8 \| Dynoro & Gigi D’Agostino \| In My Mind Ivan James Gough, Georgina Kristine Noelle Kingsley, Carlo Montagner, Paolo Sandrini, Luigino Di Agostino, Aden Phoenix Forte, Diego Leoni, Josh Soon \| – \| \| 2.–3. Woche 2 Wochen (insgesamt 10) \| 10 \| Imagine Dragons \| Natural Daniel Coulter Reynolds, Daniel Wayne Sermon, Benjamin Arthur McKee, Daniel Platzman, Robin Lennart Fredriksson, Mattias Per Larsson, Justin Drew Tranter \| – \| \| 4. Woche 1 Woche (insgesamt 8) \| 8 \| Dynoro & Gigi D’Agostino \| In My Mind Ivan James Gough, Georgina Kristine Noelle Kingsley, Carlo Montagner, Paolo Sandrini, Luigino Di Agostino, Aden Phoenix Forte, Diego Leoni, Josh Soon \| – \| \| 5.–12. Woche 8 Wochen (insgesamt 10) \| 10 \| Imagine Dragons \| Natural Daniel Coulter Reynolds, Daniel Wayne Sermon, Benjamin Arthur McKee, Daniel Platzman, Robin Lennart Fredriksson, Mattias Per Larsson, Justin Drew Tranter \| – \| \| 13.–17. Woche 5 Wochen \| 5 \| Ava Max \| Sweet but Psycho Andreas Haukeland, Amanda Koci, William Ernest Lobban Bean, Madison Emko Love, Henry Russell Walter \| Bereits zu Jahresbeginn war das Lied im Nachbarland Tschechien und vielen anderen Ländern auf Platz 1, in der Slowakei brauchte schafft es die US-Amerikanerin mit ihrem Debüt nach fünf Wochen auf Platz 2 endlich an die Spitze. \| \| 18.–25. Woche 8 Wochen \| 8 \| Mark Ronson feat. Miley Cyrus \| Nothing Breaks Like a Heart Ilsey Anna Juber, Mark Ronson, Miley Cyrus, Thomas R. Brenneck, Maxime Marie Laurent Picard, Clément Marie Jacques Picard, Conor Szymanski \| – \| \| 26.–31. Woche 6 Wochen \| 6 \| Imagine Dragons \| Bad Liar Daniel Coulter Reynolds, Daniel Wayne Sermon, Benjamin Arthur McKee, Daniel Platzman, Aja Volkman, Jorgen Michael Odegard \| – \| \| 32. Woche 1 Woche \| 1 \| Dermot Kennedy \| Power over Me Scott Harris Friedman, Dermot Joseph Kennedy, Stephen Noel Kozmeniuk \| – \| \| 33.–43. Woche 11 Wochen \| 11 \| Shawn Mendes & Camila Cabello \| Señorita Andrew Wotman, Charlotte Emma Aitchison, Camila Cabello, Magnus Hoiberg, Benjamin Joseph Levin, Shawn Mendes, Jack Patterson \| – \| \| 44. Woche 1 Woche \| 1 \| Ed Sheeran & Justin Bieber \| I Don’t Care Edward Christopher Sheeran, Karl Martin Sandberg, Justin Bieber, Johan Karl Schuster, Jason P. D. Boyd, Frederick John Philip Gibson \| – \| \| 45.–47. Woche 3 Wochen (insgesamt 10) \| 10 \| Tones and I \| Dance Monkey Toni Watson \| – \| \| 48. Woche 1 Woche \| 1 \| Jonas Blue feat. Tiësto & Rita Ora \| Ritual Michael Stephen Stonebank, Fraser Lance Thorneycroft Smith, Tijs M. Verwest, Grace Elizabeth Barker, Wayne Hector, Rita Ora, Guy James Robin \| – \| \| 49. Woche 2019 – 3. Woche 2020 7 Wochen (insgesamt 10) \| 10 \| Tones and I \| Dance Monkey Toni Watson \| – \| |                                                            |                                                            | | |
| ← 2018 |                                                            |                                                            | | → 2020 → |
| Zeitraum | Wo. ges.                                                   | Interpret                                                  | Titel Autor(en) | Zusätzliche Informationen |
| (Zeitraum, Wochen auf Platz eins, Interpret, Titel, Autor[en], zusätzliche Informationen) |                                                            |                                                            | | |
| 1. Woche 1 Woche (insgesamt 8) | 8                                                          | Dynoro & Gigi D’Agostino                                   | In My Mind Ivan James Gough, Georgina Kristine Noelle Kingsley, Carlo Montagner, Paolo Sandrini, Luigino Di Agostino, Aden Phoenix Forte, Diego Leoni, Josh Soon       | – |
| 2.–3. Woche 2 Wochen (insgesamt 10) | 10                                                         | Imagine Dragons                                            | Natural Daniel Coulter Reynolds, Daniel Wayne Sermon, Benjamin Arthur McKee, Daniel Platzman, Robin Lennart Fredriksson, Mattias Per Larsson, Justin Drew Tranter      | – |
| 4. Woche 1 Woche (insgesamt 8) | 8                                                          | Dynoro & Gigi D’Agostino                                   | In My Mind Ivan James Gough, Georgina Kristine Noelle Kingsley, Carlo Montagner, Paolo Sandrini, Luigino Di Agostino, Aden Phoenix Forte, Diego Leoni, Josh Soon       | – |
| 5.–12. Woche 8 Wochen (insgesamt 10) | 10                                                         | Imagine Dragons                                            | Natural Daniel Coulter Reynolds, Daniel Wayne Sermon, Benjamin Arthur McKee, Daniel Platzman, Robin Lennart Fredriksson, Mattias Per Larsson, Justin Drew Tranter      | – |
| 13.–17. Woche 5 Wochen | 5                                                          | Ava Max                                                    | Sweet but Psycho Andreas Haukeland, Amanda Koci, William Ernest Lobban Bean, Madison Emko Love, Henry Russell Walter                                                   | Bereits zu Jahresbeginn war das Lied im Nachbarland Tschechien und vielen anderen Ländern auf Platz 1, in der Slowakei brauchte schafft es die US-Amerikanerin mit ihrem Debüt nach fünf Wochen auf Platz 2 endlich an die Spitze. |
| 18.–25. Woche 8 Wochen | 8                                                          | Mark Ronson feat. Miley Cyrus                              | Nothing Breaks Like a Heart Ilsey Anna Juber, Mark Ronson, Miley Cyrus, Thomas R. Brenneck, Maxime Marie Laurent Picard, Clément Marie Jacques Picard, Conor Szymanski | – |
| 26.–31. Woche 6 Wochen | 6                                                          | Imagine Dragons                                            | Bad Liar Daniel Coulter Reynolds, Daniel Wayne Sermon, Benjamin Arthur McKee, Daniel Platzman, Aja Volkman, Jorgen Michael Odegard                                     | – |
| 32. Woche 1 Woche | 1                                                          | Dermot Kennedy                                             | Power over Me Scott Harris Friedman, Dermot Joseph Kennedy, Stephen Noel Kozmeniuk                                                                                     | – |
| 33.–43. Woche 11 Wochen | 11                                                         | Shawn Mendes & Camila Cabello                              | Señorita Andrew Wotman, Charlotte Emma Aitchison, Camila Cabello, Magnus Hoiberg, Benjamin Joseph Levin, Shawn Mendes, Jack Patterson                                  | – |
| 44. Woche 1 Woche | 1                                                          | Ed Sheeran & Justin Bieber                                 | I Don’t Care Edward Christopher Sheeran, Karl Martin Sandberg, Justin Bieber, Johan Karl Schuster, Jason P. D. Boyd, Frederick John Philip Gibson                      | – |
| 45.–47. Woche 3 Wochen (insgesamt 10) | 10                                                         | Tones and I                                                | Dance Monkey Toni Watson | – |
| 48. Woche 1 Woche | 1                                                          | Jonas Blue feat. Tiësto & Rita Ora                         | Ritual Michael Stephen Stonebank, Fraser Lance Thorneycroft Smith, Tijs M. Verwest, Grace Elizabeth Barker, Wayne Hector, Rita Ora, Guy James Robin                    | – |
| 49. Woche 2019 – 3. Woche 2020 7 Wochen (insgesamt 10) | 10                                                         | Tones and I                                                | Dance Monkey Toni Watson | – |

| ← 2018 ← | Liste der Nummer-eins-Hits in der Slowakei (Singles Digitál Top 100) | Liste der Nummer-eins-Hits in der Slowakei (Singles Digitál Top 100) | Liste der Nummer-eins-Hits in der Slowakei (Singles Digitál Top 100) | 2020 → |
| \| Zeitraum \| Wo. ges. \| Interpret \| Titel Autor(en) \| Zusätzliche Informationen \| \| (Zeitraum, Wochen auf Platz eins, Interpret, Titel, Autor[en], zusätzliche Informationen) \| \| \| \| \| \| ----------------------------------------------------------------------------------------- \| -------- \| ------------------------------------------------ \| ------------------------------------------------------------------------------------------------------------------------------------------------------------------------------------ \| --------------------------------------------------------------------------------------------------------------------------------------------------------------------------------- \| \| 1. Woche 1 Woche \| 1 \| DMS \| Lepšia pesnička \| – \| \| 2.–3. Woche 2 Wochen (insgesamt 13) \| 13 \| Lady Gaga & Bradley Cooper \| Shallow Mark Ronson, Anthony Rossomando, Andrew Wyatt, Joanne Stefani Germanotta \| – \| \| 4.–6. Woche 3 Wochen (insgesamt 5) \| 5 \| Ariana Grande \| 7 Rings Richard Rodgers, Oscar Hammerstein II, Charles Michael Anderson, Thomas Lee Brown, Michael Foster, Ariana Grande, Njomza Vitia, Tayla Parx, Kimberly Krysiuk, Victoria Monét \| Nach No Tears Left to Cry im Vorjahr gelingt der US-Sängerin der zweite Nummer-eins-Hit in den slowakischen Verkaufscharts. \| \| 7. Woche 1 Woche \| 1 \| Ariana Grande \| Break Up with Your Girlfriend, I’m Bored Kandi L. Burruss, Savan Harish Kotecha, Kevin Briggs, Ariana Grande, Max Martin, Ilya Salmanzadeh \| Die Veröffentlichung ihres fünften Albums Thank U, Next führt dazu, dass sich Grande selbst mit diesem Albumsong auf Platz 1 ablöst. Mit dem Album erreicht sie aber nur Platz 2. \| \| 8. Woche 1 Woche (insgesamt 5) \| 5 \| Ariana Grande \| 7 Rings Richard Rodgers, Oscar Hammerstein II, Charles Michael Anderson, Thomas Lee Brown, Michael Foster, Ariana Grande, Njomza Vitia, Tayla Parx, Kimberly Krysiuk, Victoria Monét \| – \| \| 9.–10. Woche 2 Wochen (insgesamt 13) \| 13 \| Lady Gaga & Bradley Cooper \| Shallow Mark Ronson, Anthony Rossomando, Andrew Wyatt, Joanne Stefani Germanotta \| Erst der Grammy Award und dann der Oscar zusammen mit den Auftritten der beiden Interpreten erhöhen die Zahl der Nummer-eins-Wochen für das Lied. \| \| 11. Woche 1 Woche \| 1 \| Jonas Brothers \| Sucker Ryan Tedder, Kevin Jonas, Joe Jonas, Nick Jonas, Frank Dukes, Louis Bell \| Obwohl es das Brüdertrio bereits seit 2005 gibt, haben sie jetzt ihren ersten Nummer-eins-Hit, außer in der Slowakei aber vor allem in Nordamerika und Australien. \| \| 12. Woche 1 Woche (insgesamt 5) \| 5 \| Ariana Grande \| 7 Rings Richard Rodgers, Oscar Hammerstein II, Charles Michael Anderson, Thomas Lee Brown, Michael Foster, Ariana Grande, Njomza Vitia, Tayla Parx, Kimberly Krysiuk, Victoria Monét \| – \| \| 13. Woche 1 Woche (insgesamt 13) \| 13 \| Lady Gaga & Bradley Cooper \| Shallow Mark Ronson, Anthony Rossomando, Andrew Wyatt, Joanne Stefani Germanotta \| – \| \| 14.–19. Woche 6 Wochen (insgesamt 9) \| 9 \| Billie Eilish \| Bad Guy Finneas O’Connell, Billie Eilish O’Connell \| Mit Bury a Friend auf Platz 2 hatte die US-Amerikanerin 8 Wochen zuvor die Chartspitze verpasst, zusammen mit dem Album brachte sie es erstmals auf Platz 1. \| \| 20.–21. Woche 2 Wochen \| 2 \| Ed Sheeran & Justin Bieber \| I Don’t Care Edward Christopher Sheeran, Karl Martin Sandberg, Justin Bieber, Johan Karl Schuster, Jason P. D. Boyd, Frederick John Philip Gibson \| – \| \| 22. Woche 1 Woche \| 1 \| Gleb \| Gauč n Bass Gleb Veselov, Komander Ground \| – \| \| 23.–25. Woche 3 Wochen (insgesamt 9) \| 9 \| Billie Eilish \| Bad Guy Finneas Baird O’Connell, Billie Eilish O’Connell \| – \| \| 26.–35. Woche 10 Wochen (insgesamt 11) \| 11 \| Shawn Mendes & Camila Cabello \| Señorita Andrew Wotman, Charlotte Emma Aitchison, Camila Cabello, Magnus Hoiberg, Benjamin Joseph Levin, Shawn Mendes, Jack Patterson \| – \| \| 36. Woche 1 Woche \| 1 \| Samey \| MY Musik: Farhad Darya, Kader Kesek; Text: Samey Hamed \| – \| \| 37. Woche 1 Woche (insgesamt 11) \| 11 \| Shawn Mendes & Camila Cabello \| Señorita Andrew Wotman, Charlotte Emma Aitchison, Camila Cabello, Magnus Hoiberg, Benjamin Joseph Levin, Shawn Mendes, Jack Patterson \| – \| \| 38.–50. Woche 13 Wochen \| 13 \| Tones and I \| Dance Monkey Toni Watson \| – \| \| 51. Woche 1 Woche (insgesamt 7) \| 7 \| Kontrafakt feat. Mirez, Dalyb, ZAYO & Dokkeytino \| J Lo \| – \| \| 52. Woche 2019 – 1. Woche 2020 2 Wochen (insgesamt 8) \| 8 \| Wham! \| Last Christmas George Michael \| – \| |                                                                      |                                                                      | | |
| ← 2018 |                                                                      |                                                                      | | → 2020 → |
| Zeitraum | Wo. ges.                                                             | Interpret                                                            | Titel Autor(en) | Zusätzliche Informationen |
| (Zeitraum, Wochen auf Platz eins, Interpret, Titel, Autor[en], zusätzliche Informationen) |                                                                      |                                                                      | | |
| 1. Woche 1 Woche | 1                                                                    | DMS                                                                  | Lepšia pesnička | – |
| 2.–3. Woche 2 Wochen (insgesamt 13) | 13                                                                   | Lady Gaga & Bradley Cooper                                           | Shallow Mark Ronson, Anthony Rossomando, Andrew Wyatt, Joanne Stefani Germanotta | – |
| 4.–6. Woche 3 Wochen (insgesamt 5) | 5                                                                    | Ariana Grande                                                        | 7 Rings Richard Rodgers, Oscar Hammerstein II, Charles Michael Anderson, Thomas Lee Brown, Michael Foster, Ariana Grande, Njomza Vitia, Tayla Parx, Kimberly Krysiuk, Victoria Monét | Nach No Tears Left to Cry im Vorjahr gelingt der US-Sängerin der zweite Nummer-eins-Hit in den slowakischen Verkaufscharts.                                                       |
| 7. Woche 1 Woche | 1                                                                    | Ariana Grande                                                        | Break Up with Your Girlfriend, I’m Bored Kandi L. Burruss, Savan Harish Kotecha, Kevin Briggs, Ariana Grande, Max Martin, Ilya Salmanzadeh                                           | Die Veröffentlichung ihres fünften Albums Thank U, Next führt dazu, dass sich Grande selbst mit diesem Albumsong auf Platz 1 ablöst. Mit dem Album erreicht sie aber nur Platz 2. |
| 8. Woche 1 Woche (insgesamt 5) | 5                                                                    | Ariana Grande                                                        | 7 Rings Richard Rodgers, Oscar Hammerstein II, Charles Michael Anderson, Thomas Lee Brown, Michael Foster, Ariana Grande, Njomza Vitia, Tayla Parx, Kimberly Krysiuk, Victoria Monét | – |
| 9.–10. Woche 2 Wochen (insgesamt 13) | 13                                                                   | Lady Gaga & Bradley Cooper                                           | Shallow Mark Ronson, Anthony Rossomando, Andrew Wyatt, Joanne Stefani Germanotta | Erst der Grammy Award und dann der Oscar zusammen mit den Auftritten der beiden Interpreten erhöhen die Zahl der Nummer-eins-Wochen für das Lied.                                 |
| 11. Woche 1 Woche | 1                                                                    | Jonas Brothers                                                       | Sucker Ryan Tedder, Kevin Jonas, Joe Jonas, Nick Jonas, Frank Dukes, Louis Bell | Obwohl es das Brüdertrio bereits seit 2005 gibt, haben sie jetzt ihren ersten Nummer-eins-Hit, außer in der Slowakei aber vor allem in Nordamerika und Australien.                |
| 12. Woche 1 Woche (insgesamt 5) | 5                                                                    | Ariana Grande                                                        | 7 Rings Richard Rodgers, Oscar Hammerstein II, Charles Michael Anderson, Thomas Lee Brown, Michael Foster, Ariana Grande, Njomza Vitia, Tayla Parx, Kimberly Krysiuk, Victoria Monét | – |
| 13. Woche 1 Woche (insgesamt 13) | 13                                                                   | Lady Gaga & Bradley Cooper                                           | Shallow Mark Ronson, Anthony Rossomando, Andrew Wyatt, Joanne Stefani Germanotta | – |
| 14.–19. Woche 6 Wochen (insgesamt 9) | 9                                                                    | Billie Eilish                                                        | Bad Guy Finneas O’Connell, Billie Eilish O’Connell | Mit Bury a Friend auf Platz 2 hatte die US-Amerikanerin 8 Wochen zuvor die Chartspitze verpasst, zusammen mit dem Album brachte sie es erstmals auf Platz 1.                      |
| 20.–21. Woche 2 Wochen | 2                                                                    | Ed Sheeran & Justin Bieber                                           | I Don’t Care Edward Christopher Sheeran, Karl Martin Sandberg, Justin Bieber, Johan Karl Schuster, Jason P. D. Boyd, Frederick John Philip Gibson                                    | – |
| 22. Woche 1 Woche | 1                                                                    | Gleb                                                                 | Gauč n Bass Gleb Veselov, Komander Ground | – |
| 23.–25. Woche 3 Wochen (insgesamt 9) | 9                                                                    | Billie Eilish                                                        | Bad Guy Finneas Baird O’Connell, Billie Eilish O’Connell | – |
| 26.–35. Woche 10 Wochen (insgesamt 11) | 11                                                                   | Shawn Mendes & Camila Cabello                                        | Señorita Andrew Wotman, Charlotte Emma Aitchison, Camila Cabello, Magnus Hoiberg, Benjamin Joseph Levin, Shawn Mendes, Jack Patterson                                                | – |
| 36. Woche 1 Woche | 1                                                                    | Samey                                                                | MY Musik: Farhad Darya, Kader Kesek; Text: Samey Hamed | – |
| 37. Woche 1 Woche (insgesamt 11) | 11                                                                   | Shawn Mendes & Camila Cabello                                        | Señorita Andrew Wotman, Charlotte Emma Aitchison, Camila Cabello, Magnus Hoiberg, Benjamin Joseph Levin, Shawn Mendes, Jack Patterson                                                | – |
| 38.–50. Woche 13 Wochen | 13                                                                   | Tones and I                                                          | Dance Monkey Toni Watson | – |
| 51. Woche 1 Woche (insgesamt 7) | 7                                                                    | Kontrafakt feat. Mirez, Dalyb, ZAYO & Dokkeytino                     | J Lo | – |
| 52. Woche 2019 – 1. Woche 2020 2 Wochen (insgesamt 8) | 8                                                                    | Wham!                                                                | Last Christmas George Michael | – |

## Alben
| ← 2018 ← | Liste der Nummer-eins-Hits in der Slowakei | Liste der Nummer-eins-Hits in der Slowakei | Liste der Nummer-eins-Hits in der Slowakei | 2020 → |
| \| Zeitraum \| Wo. ges. \| Interpret \| Titel \| Zusätzliche Informationen \| \| (Zeitraum, Wochen auf Platz eins, Interpret, Titel, zusätzliche Informationen) \| \| \| \| \| \| ------------------------------------------------------------------------------ \| -------- \| --------------- \| ---------------------------------------- \| -------------------------------------------------------------------------------------------------------------------------------------------------------------------------------------------------------------------------------------------------------- \| \| 1.–2. Woche 2 Wochen \| 2 \| DMS \| Prepáčte \| – \| \| 3. Woche 1 Woche (insgesamt 8) \| 8 \| Kali \| Dovi, dopo \| – \| \| 4.–9. Woche 6 Wochen (insgesamt 8) \| 8 \| Sima Martausová \| Len tak sa tu stíšim \| Die Musikerin aus Považská Bystrica hatte ihren Durchbruch 2016 mit dem Album Dobrý deň, to som ja, das bereits 2013 erschienen war. Etwas mehr als zwei Jahre später steht sie erstmals auf Platz 1. \| \| 10. Woche 1 Woche (insgesamt 8) \| 8 \| Kali \| Dovi, dopo \| – \| \| 11. Woche 1 Woche (insgesamt 8) \| 8 \| Sima Martausová \| Len tak sa tu stíšim \| – \| \| 12. Woche 1 Woche (insgesamt 8) \| 8 \| Kali \| Dovi, dopo \| – \| \| 13. Woche 1 Woche (insgesamt 8) \| 8 \| Sima Martausová \| Len tak sa tu stíšim \| – \| \| 14.–18. Woche 5 Wochen (insgesamt 7) \| 7 \| Billie Eilish \| When We All Fall Asleep, Where Do We Go? \| Das Debütalbum der 17-jährigen US-Amerikanerin führte international in vielen Ländern die Charts an. \| \| 19. Woche 1 Woche \| 1 \| Radikal Chef \| Freeride 3 \| – \| \| 20. Woche 1 Woche (insgesamt 7) \| 7 \| Billie Eilish \| When We All Fall Asleep, Where Do We Go? \| – \| \| 21. Woche 1 Woche \| 1 \| Victor Sheen \| Černobílej svět \| – \| \| 22. Woche 1 Woche (insgesamt 5) \| 5 \| Gleb \| Gauč Storytelling \| – \| \| 23. Woche 1 Woche \| 1 \| Yzomandias \| J. Eden Dva \| – \| \| 24.–27. Woche 4 Wochen (insgesamt 5) \| 5 \| Gleb \| Gauč Storytelling \| – \| \| 28. Woche 1 Woche (insgesamt 7) \| 7 \| Billie Eilish \| When We All Fall Asleep, Where Do We Go? \| – \| \| 29.–35. Woche 7 Wochen \| 7 \| Ed Sheeran \| No. 6 Collaborations Project \| – \| \| 36. Woche 1 Woche \| 1 \| Samey \| XYZ \| – \| \| 37.–40. Woche 4 Wochen (insgesamt 5) \| 5 \| Post Malone \| Hollywood’s Bleeding \| – \| \| 41.–42. Woche 2 Wochen (insgesamt 3) \| 3 \| Karel Gott \| 80/80 největší hity 1964-2019 \| Obwohl zu Zeiten der Tschechoslowakei äußerst erfolgreich, war das Interesse an der Hitsammlung der „Goldenen Stimme von Prag“ früher im Jahr eher gering, als er wenige Wochen nach seinem 80. Geburtstag starb, stieg das Album doch noch auf Platz 1. \| \| 43. Woche 1 Woche (insgesamt 5) \| 5 \| Post Malone \| Hollywood’s Bleeding \| – \| \| 44. Woche 1 Woche \| 1 \| Kanye West \| Jesus Is King \| – \| \| 45.–46. Woche 2 Wochen \| 2 \| Nik Tendo \| Fatamorgana \| Mit seinem Debütalbum 7 hatte der Rapper aus dem Nachbarland Tschechien im Vorjahr noch die Top 10 verpasst, mit dem zweiten Album geht es wie im Heimatland ganz nach oben. \| \| 47.–49. Woche 3 Wochen \| 3 \| Pil C \| 2086 \| Nach 2017 steht der Rapper aus Bratislava zum zweiten Mal auf Platz 1 der Albumcharts. \| \| 50. Woche 1 Woche (insgesamt 3) \| 3 \| Karel Gott \| 80/80 největší hity 1964-2019 \| – \| \| 51. Woche 2019 – 10. Woche 2020 12 Wochen \| 12 \| Kontrafakt \| Real Newz \| – \| |                                            |                                            |                                            | |
| ← 2018 |                                            |                                            |                                            | → 2020 → |
| Zeitraum | Wo. ges.                                   | Interpret                                  | Titel                                      | Zusätzliche Informationen |
| (Zeitraum, Wochen auf Platz eins, Interpret, Titel, zusätzliche Informationen) |                                            |                                            |                                            | |
| 1.–2. Woche 2 Wochen | 2                                          | DMS                                        | Prepáčte                                   | – |
| 3. Woche 1 Woche (insgesamt 8) | 8                                          | Kali                                       | Dovi, dopo                                 | – |
| 4.–9. Woche 6 Wochen (insgesamt 8) | 8                                          | Sima Martausová                            | Len tak sa tu stíšim                       | Die Musikerin aus Považská Bystrica hatte ihren Durchbruch 2016 mit dem Album Dobrý deň, to som ja, das bereits 2013 erschienen war. Etwas mehr als zwei Jahre später steht sie erstmals auf Platz 1.                                                    |
| 10. Woche 1 Woche (insgesamt 8) | 8                                          | Kali                                       | Dovi, dopo                                 | – |
| 11. Woche 1 Woche (insgesamt 8) | 8                                          | Sima Martausová                            | Len tak sa tu stíšim                       | – |
| 12. Woche 1 Woche (insgesamt 8) | 8                                          | Kali                                       | Dovi, dopo                                 | – |
| 13. Woche 1 Woche (insgesamt 8) | 8                                          | Sima Martausová                            | Len tak sa tu stíšim                       | – |
| 14.–18. Woche 5 Wochen (insgesamt 7) | 7                                          | Billie Eilish                              | When We All Fall Asleep, Where Do We Go?   | Das Debütalbum der 17-jährigen US-Amerikanerin führte international in vielen Ländern die Charts an. |
| 19. Woche 1 Woche | 1                                          | Radikal Chef                               | Freeride 3                                 | – |
| 20. Woche 1 Woche (insgesamt 7) | 7                                          | Billie Eilish                              | When We All Fall Asleep, Where Do We Go?   | – |
| 21. Woche 1 Woche | 1                                          | Victor Sheen                               | Černobílej svět                            | – |
| 22. Woche 1 Woche (insgesamt 5) | 5                                          | Gleb                                       | Gauč Storytelling                          | – |
| 23. Woche 1 Woche | 1                                          | Yzomandias                                 | J. Eden Dva                                | – |
| 24.–27. Woche 4 Wochen (insgesamt 5) | 5                                          | Gleb                                       | Gauč Storytelling                          | – |
| 28. Woche 1 Woche (insgesamt 7) | 7                                          | Billie Eilish                              | When We All Fall Asleep, Where Do We Go?   | – |
| 29.–35. Woche 7 Wochen | 7                                          | Ed Sheeran                                 | No. 6 Collaborations Project               | – |
| 36. Woche 1 Woche | 1                                          | Samey                                      | XYZ                                        | – |
| 37.–40. Woche 4 Wochen (insgesamt 5) | 5                                          | Post Malone                                | Hollywood’s Bleeding                       | – |
| 41.–42. Woche 2 Wochen (insgesamt 3) | 3                                          | Karel Gott                                 | 80/80 největší hity 1964-2019              | Obwohl zu Zeiten der Tschechoslowakei äußerst erfolgreich, war das Interesse an der Hitsammlung der „Goldenen Stimme von Prag“ früher im Jahr eher gering, als er wenige Wochen nach seinem 80. Geburtstag starb, stieg das Album doch noch auf Platz 1. |
| 43. Woche 1 Woche (insgesamt 5) | 5                                          | Post Malone                                | Hollywood’s Bleeding                       | – |
| 44. Woche 1 Woche | 1                                          | Kanye West                                 | Jesus Is King                              | – |
| 45.–46. Woche 2 Wochen | 2                                          | Nik Tendo                                  | Fatamorgana                                | Mit seinem Debütalbum 7 hatte der Rapper aus dem Nachbarland Tschechien im Vorjahr noch die Top 10 verpasst, mit dem zweiten Album geht es wie im Heimatland ganz nach oben.                                                                             |
| 47.–49. Woche 3 Wochen | 3                                          | Pil C                                      | 2086                                       | Nach 2017 steht der Rapper aus Bratislava zum zweiten Mal auf Platz 1 der Albumcharts. |
| 50. Woche 1 Woche (insgesamt 3) | 3                                          | Karel Gott                                 | 80/80 největší hity 1964-2019              | – |
| 51. Woche 2019 – 10. Woche 2020 12 Wochen | 12                                         | Kontrafakt                                 | Real Newz                                  | – |